# سیکه
شهر سیکه (به آلمانی: Syke) در ایالت نیدرزاکسن در کشور آلمان واقع شده‌است.